# Guo Jingjing
Guo Jingjing (en xinès: 郭晶晶; pinyin: Guō Jīngjīng) (Baoding, província de Hebei, 15 d'octubre de 1981) és una saltadora de trampolí de la República Popular de la Xina. Juntament amb la seva companya Wu Minxia són les saltadores amb més medalles olímpiques, sis cada una. L'any 2011 va anunciar la seva retirada de les competicions.

## Carrera esportiva
Amb sis anys va iniciar-se en la pràctica esportiva del salt de trampolí a la Base d'Entrenament de Baoding. Més tard, el 1988, s'inicia en les competicions i el 1992 és seleccionada per a l'equip nacional xinès.
Després de participar a Atlanta sense sort, Guo aconseguí als Jocs de Sydney dues medalles de plata a trampolí. A més de la individual, es penjà la de salt sincronitzat fent parella amb la llavors estrela de l'equip xinès: Fu Mingxia. Quatre anys després, a Atenes, guanyant una medalla d'or al trampolí sincronitzat 3 metres d'alçada juntament amb Wu Minxia abans de finalment guanyar el seu primer or olímpic individual al trampolí de les 3 dones de metre. Als Jocs de Beijing va repetir aquest doblet, novament amb Wu com a parella al sincronitzat. Amb aquesta conquesta, igualava a la mateixa Fu Mingxia i a Greg Louganis com els únics saltadors que han aconseguit quatre medalles d'or, tot i que, en aquell moment Guo els superava pel que fa al nombre total de metalls.
Després dels Jocs Olímpics d'Estiu de 2004, Guo va guanyar molta fama i era contractada per diverses empreses com McDonald's. Fou més tard prohibit per l'equip nacional per a activitats comercials excessives. La seva vida privada ha estat igualment un punt d'interès per al gran públic xinès.

## Consecucions essencials
- 1995 Copa Mundial - 1a a Palanca Sincronitzada i Trampolí Sincronitzat de 3 m.
- 1996 Jocs Olímpics - 5a a Palanca.
- 1998 Campionat Mundial - 2n a Trampolí 3m.
- 1999 Copa Mundial - 1a a Trampolí Sincronitzat 3 m; 3a Trampolí de 3 m.
- 2000 Copa Mundial - 1a a Trampolí 3 m; 2a a Trampolí Sincronitzat.
- 2000 Jocs Olímpics - 2a a Trampolí i Trampolí Sincronitzat.
- 2001 Campionat Mundial - 1a a Trampolí 3 m i Trampolí Sincronitzat.
- 2002 Copa Mundial - 1a a Trampolí 1 m i 3 m; 2n a Trampolí Sincronitzat.
- 2002 Jocs Asiàtics - 1a a Trampolí 3 m i Trampolí Sincronitzat.
- 2003 FINA Gran Prix (Austràlia/Xina) - 1a a Trampolí 3 m i Trampolí Sincronitzat.
- 2003 Campionat Mundial - 1a a Trampolí 3 m i Trampolí Sincronitzat.
- 2004 Copa Mundial - 1a a Trampolí Sincronitzat; 2n a Trampolí de 3 m.
- 2004 Jocs Olímpics - 1a Trampolí i Trampolí Sincronitzat.
- 2005 Campionat Mundial - 1a a Trampolí 3 m i Trampolí Sincronitzat.
- 2006 Jocs Asiàtics - 1a a Trampolí Sincronitzat.
- 2007 Campionat Mundial - 1a a Trampolí 3 m i Trampolí Sincronitzat.
- 2008 Jocs Olímpics - 1a a Trampolí 3 m i Trampolí Sincronitzat.